# Йоганн-Георг Ріхерт
Йоганн-Георг Ріхерт (нім. Johann-Georg Richert; 14 квітня 1890, Лібау, Німецька імперія — 30 січня 1946, Мінськ, БРСР) — німецький офіцер, генерал-лейтенант вермахту. Кавалер Лицарського хреста Залізного хреста з дубовим листям.

## Біографія
Учасник Першої світової війни. Після демобілізації армії залишений у рейхсвері. З 1 травня 1939 року — командир 23-го піхотного полку 11-ї піхотної дивізії. Учасник Польської і Французької кампаній, а також боїв на радянсько-німецькому фронті. З 15 червня 1942 року — командир 286-ї охоронної дивізії, на чолі якої брав участь в антипартизанських операціях в Білорусі. З 5 листопада 1943 року — командир 35-ї піхотної дивізії, з якою брав участь в боях на Березині, на південь від Бобруйська. 8 травня 1945 року взятий у полон радянськими військами. 29 січня 1946 року військовим трибуналом засуджений до смертної кари. Наступного дня повішений.

## Нагороди
- Залізний хрест 2-го і 1-го класу
- Почесний хрест ветерана війни з мечами
- Медаль «За вислугу років у Вермахті» 4-го, 3-го, 2-го і 1-го класу (25 років)
- Застібка до Залізного хреста
  - 2-го класу (20 вересня 1939)
  - 1-го класу (3 жовтня 1939)
- Німецький хрест в золоті (1 грудня 1941)
- Медаль «За зимову кампанію на Сході 1941/42»
- Лицарський хрест Залізного хреста з дубовим листям
  - Лицарський хрест (17 березня 1944)
  - Дубове листя (№623; 18 жовтня 1944)